# 松岡一衛

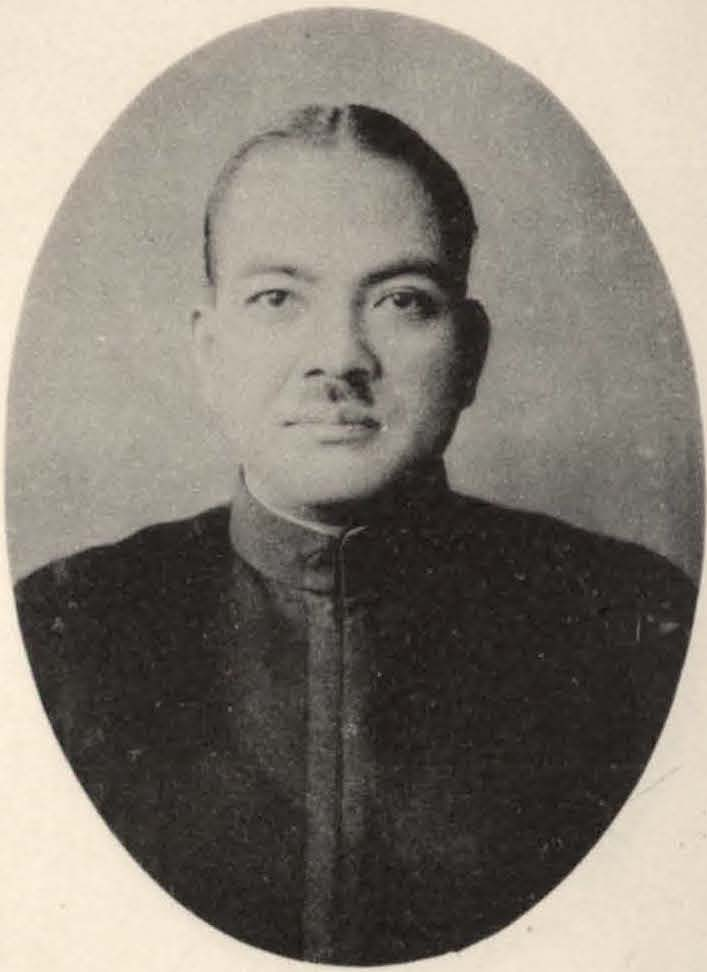
松岡一衛

松岡一衛（1891年12月20日—？）為日本政府官員，本籍日本廣島。松岡一衛於1931年受台灣總督府派任，接替政所重三郎，於台灣嘉義市擔任嘉義市尹一職。該官職約等於後來的嘉義市長，並於1933年接任臺北市尹。
| 前任： 政所重 三郎 | 嘉義市尹 1931年上任 | 繼任： 廣谷致員 |

| 前任： 西澤義徵 | 台北市尹 1933年上任 | 繼任： 石井龍豬 |

| 前任： 日下辰太 | 台中州知事 1936年上任 | 繼任： 奧田達郎 |